# Wielicka Turniczka
Wielicka Turniczka (słow. Lučivnianska veža) – najbardziej wysunięta na północ turniczka w północnej grani Zadniego Gerlacha w słowackich Tatrach Wysokich. Jej wysokość to 2486 m n.p.m. (według wcześniejszych pomiarów 2492 m). Znajduje się ona w grani głównej Tatr Wysokich pomiędzy Niżnią Wysoką Gerlachowską a Litworowym Szczytem. Od Niżniej Wysokiej Gerlachowskiej odgranicza ją Niżnia Łuczywniańska Szczerbina, natomiast od Litworowego Szczytu – Litworowa Przełęcz. Na wierzchołek Wielickiej Turniczki nie prowadzą żadne znakowane szlaki turystyczne.
Polskie nazewnictwo Wielickiej Turniczki pochodzi od położonej poniżej Doliny Wielickiej. Nazwa słowacka pochodzi od pobliskich Łuczywniańskich Szczerbin (Niżniej i Wyżniej), których to nazwa wywodzi się od spiskiej wsi Łuczywna.
Pierwszego wejścia na nią dokonano zapewne przed 1919 r., jednak brak jakichkolwiek dokładniejszych danych na temat jej zdobywców.

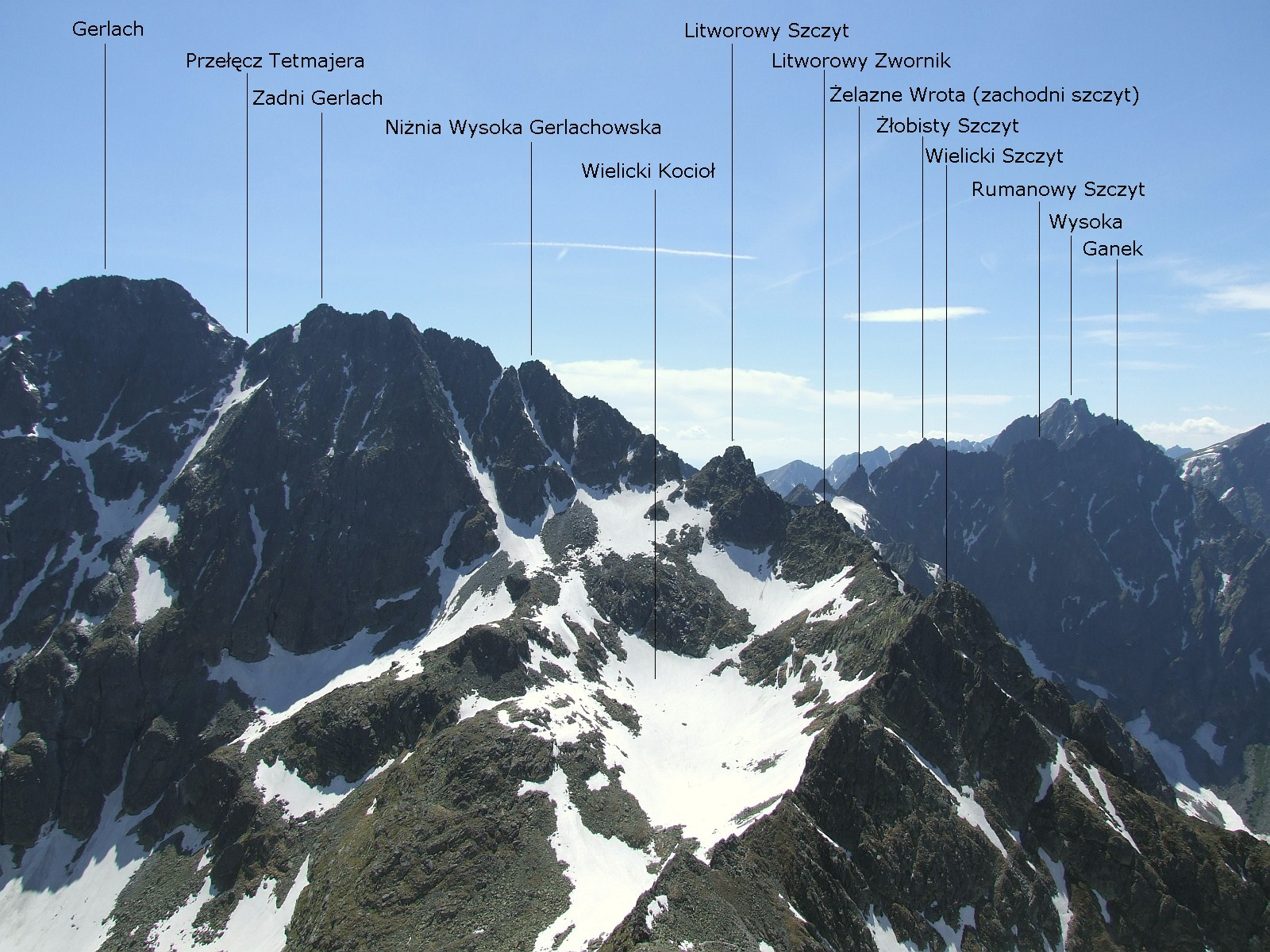
Wielicka Turniczka widoczna poniżej Niżniej Wysokiej Gerlachowskiej (na prawo od niej)